# Iglesia de la Anunciación (Aldaya)
La iglesia de la Anunciación es un templo católico situado en la calle de la Iglesia, 1, en el municipio de Aldaya (Valencia) España. Es Bien de Relevancia Local con identificador número 46.14.021-005.

## Historia
Se edificó en los siglos XVI y XVII.
En 1975, los pintores Juan Senent y Salomón Tárrega, nativos de Aldaya, donaron sus obras para ayudar a la parroquia en la construcción de las vidrieras. Senent realizó el boceto de la Anunciación, que figura en la parte superior del coro. Tárrega ejecutó los cuadros de los doce apóstoles que ocupan las ventanas laterales. Estas obras se subastaron, adquiriéndose por diversos parroquianos anónimos que financiaron la construcción de las vidrieras.

## Descripción
En el Plan de Ordenación Urbana de 1990 se le califica como el mayor carácter monumental de la población. Es de traza gótica en la estructura de la nave principal.
La protección urbanística de que disfruta es de nivel integral, incluyendo la torre campanario. Sólo se admite la restauración, repristinación y conservación en el templo y campanario. Respecto a la casa abadía, la protección es ambiental y tipológica, por lo que está permitida la rehabilitación con reforma interior, pero manteniendo tanto el aspecto exterior como la organización espacial interior; no pudiéndose ampliar en altura y teniendo restringida la ampliación en los patios.